# Малтийският сокол (филм, 1931)
„Малтийският сокол“ (на английски: The Maltese Falcon) е американски криминален филм от 1931 г. на режисьора Рой Дел Рут по сценарий на Браун Холмс и Мод Фълтън и е адаптация на едноименния роман, написан от Дашиъл Хамет от 1930 г. Главните роли се изпълняват от Бийб Даниълс и Рикардо Кортез. Филмът е преправен от студиото по два пъти, включващ едноименния римейк с участието на Хъмфри Богарт и Мери Астор.